# سوميدا (طوكيو)
سوميدا (باليابانية: 墨田区سوميدا-كو) وتعني «حي سوميدا» هو أحد أحياء طوكيو ال 23.

## جغرافيا
يقع حي سوميدا في الجزء الشمالي الشرقي من منطقة أحياء طوكيو، محاطاً بأحياء أخرى هي أراكاوا، كاتسوشيكا، إيدوغاوا، تايتو، تشوأو وكوتو. ويمر فيها نهري أداتشي، وأراكاوا.

### معالم
- حديقة هونجو ماتسوزاكا-تشو: مكان إقامة كيرا يوشيناكا الذي قتل على يد السبعة وأربعون ساموراي.
- ريوغوكو كوكوغيكان : صالة السومو الوطنية.

## تاريخ
أُسس الحي في 15 مارس 1947 بدمج حيين هما هونجو وموكوجيما.

## أعلام
- يوشيهيرو تاكاياما
- يوي كانو
- هيسانوري تاكاهاشي
- يويداي لواما
- ساداهارو أو

## مواقع خارجية
- الموقع الرسمي لمدينة سوميدا باللغة الإنكليزية